# Магдебургски полукълба
Магдебургските полукълба представляват 2 полусфери, използвани в знаменития експеримент на немския физик Ото фон Герике за демонстрация на силата на атмосферното налягане и при изобретяването на вакумната помпа.
Медните полукълба са с диаметър 35,5 сантиметра, притиснати едно към друго, след което от тях се отвежда въздуха, с други думи създава се поне частичен вакуум и двете полусфери са държани притиснати заедно само под силата на атмосферното налягане.
Фон Герике демонстрира тази сила през 1654 г. в присъствието на император Фердинанд III. След създаването на вакуума са били необходими 16 коня, по 8 на всяка страна, за да разделят полукълбата. През 1656 г. той повтаря експеримента в Магдебург (откъдето получават и името си), а през 1663 г. в Берлин с 24 коня.